# Orange 2
《Orange 2》是台灣歌手張震嶽發行第七張國語專輯，本張專輯是張震嶽改名DJ Orange後的第二張專輯。

## 曲目
1. Don't Give A Damn About Me!
2. 青蛙求偶記
3. 朋友的話
4. 好天氣
5. 隱藏
6. 沉沒
7. 要用力